# Cornelis Bronsgeest

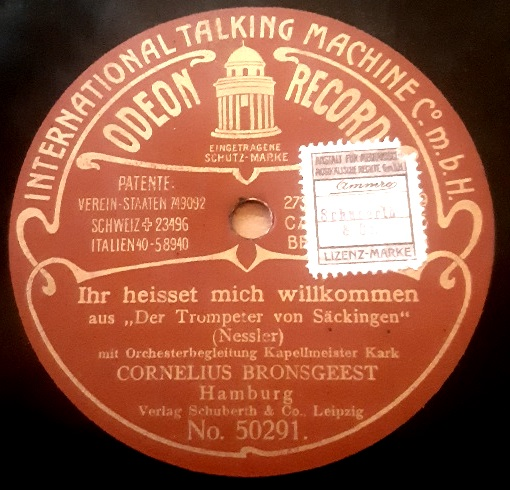

Cornelis Johannes Bronsgeest (Leiden, 24 juli 1878 - Berlijn, 22 september 1957) was een Nederlandse bariton die tijdens zijn carrière vooral werkte in Duitsland. Van 1924-1933 was hij directeur van de opera-afdeling van de Berlijnse radio en oprichter van het Berlijns Radio-Symphonie-Orkest (Berliner Rundfunk Orchester).

## Carrière
Hij was zoon van Dirk Bronsgeest en Helena Cornelia Thijssens. Hij was een broer twee minder bekendere zangers Koos Bronsgeest en Hendrik Bronsgeest. Het zag er in eerste instantie niet naar uit, dat hij in de muziekwereld zijn geld zou gaan verdienen. Hij studeerde eerst voor architect. Hij was echter in zijn jeugd koorknaap en bleef zingen. Hij werd aangenomen aan de Haagse muziekschool (waar ook zijn broer studeerde) en kreeg les van Arnold Spoel. Zijn stem bleek geschikt voor met name Duits opera's en daarom zette hij zijn zangstudie voor bij Richard Schulz-Dornburg en Julius Stockhausen. Al tijdens die studie stond hij op het podium, zoals op 1 oktober 1900 in Amsterdam bij Liedertafel Apollo ter viering van de tachtigste geboortedag van Gustaaf Adolf Heinze. In die jaren was hij verbonden aan het Stadstheater van Maagdenburg in 1900. Vanaf 1903 was hij enkele jaren verbonden aan het Stadtstheater van Hamburg. Hij kwam regelmatig naar Nederland om op te treden, zoals in 1905 na diverse optreden zag de Berlijnse Opera wel een geschikte zanger in hem en in trok hem in 1908 aan voor de Hofoper Staatsoper Unter den Linden..
Hij trad op in de grote Europese operahuizen in Nederland, Oostenrijk, het Verenigd Koninkrijk, België en Frankrijk. Hij zong onder ander Richard Wagner, Wolfgang Mozart, de Duitse hedendaagse muzikanten zoals Richard Strauss en het Italiaanse repertoire. Tussen 1900 en 1917 zong hij elf keer met het Concertgebouworkest onder leiding van Willem Mengelberg; het golden toen vooral opera’s in concertuitvoering. In 1919 en 1920 toerde hij door de Verenigde Staten.
Bronsgeest is verbonden aan het begin van de radio aan het begin van de 20e eeuw. Hij richtte twee grote instellingen op; het Berliner Rundfunk Orchester nu het (Rundfunk-Sinfonieorchester Berlin) en het Berliner Rundfunk Chor (nu de Rundfunkchor Berlijn). Van 1924-1933 was Bronsgeest was de directeur van de afdeling Opera van Berlijn Radio. Hij creëerde het concept van 'ton meister' of geluidstechnicus om de best mogelijke geluidskwaliteit te krijgen voor de radio. Tegelijkertijd richtte Bronsgeest in 1922 Deutsche Gast-Opera op in Nederland.
In 1933 werd Bronsgeest gedwongen door het nazi-regime om zijn positie bij Berlijnse Radio op te geven. Maar hij bleef werken en regisseerde tussen 1935-1944 het Berliner Theater der Jugend. Hij organiseerde operavoorstellingen met een klein gezelschap (Frontoper) voor Duitse soldaten tijdens Tweede Wereldoorlog, dat in 1942 optrad in de door de Duitse bezetter goedgekeurde Amsterdamse Opera, Stadsschouwburg. Hij regisseerde op 12 augustus 1945 (Rossini 's Barbier van Sevilla) de eerste naoorlogse opera in Berlijn. Zelf zong hij de rol van graaf Almaviva. De voorstelling werd opgevoerd als een kameropera en uitgevoerd voor vertegenwoordigers van de Amerikaanse militaire regering.

## Persoonlijk leven
Hij trouwde in 1912 met Charlotte Kant (1888-1965); het echtpaar kreeg twee kinderen.  Hij overleed in 1957 in Berlijn; alhoewel grotendeels vergeten in Nederland, maakte het merendeel van de vaderlandse pers er melding van.

## Discografie (selectie)
- Ca. 1906 - Blick ich umher/ Wie aus der Ferne/ Als du in kuhnem Sange (Richard Wagner)- Odeon
- Ca. 1909 - Bajazzo: Sie selber Gotter, wie schon - Odeon
- Ca. 1923 - Merck toch hoe sterck, Gedenck-clanck (Valerius)
- Ca. 1928 - Tom der reimer (Carl Loewe) - Tri-Ergon
- Ca. 1928 - Blick ich umher (Richard Wagner) - Parlophon

- Bibliothèque nationale de France: cb140325753 (data)
- Gemeinsame Normdatei: 116713852
- International Standard Name Identifier: 0000 0001 0912 7663
- Library of Congress Control Number: n82098694
- Nationale Bibliotheek van Letland: 000099248
- Nationale Bibliotheek van Tsjechië: xx0180468
- Nationale Bibliotheek van Israël: 987007317484705171
- Istituto Centrale per il Catalogo Unico: DDSV183630
- Virtual International Authority File: 69129662
- WorldCat: E39PBJbWBbypJyJ4TkmjxjF7pP